# Luis Jorge I Baden-Baden

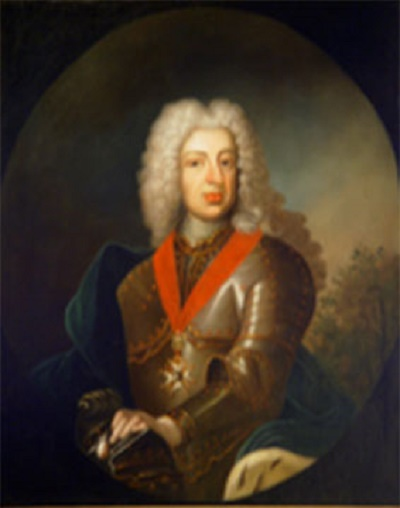
Luis Jorge I de Baden-Baden.

Luis Jorge I de Baden-Baden  (Ettlingen, 7 de junio de 1702-Rastatt, 22 de octubre de 1761) fue Margrave de Baden-Baden desde 1707 hasta su muerte. Es conocido por el sobrenombre de Jägerlouis (Luis el Cazador) por su pasión por la cacería.

## Primeros años
Luis Jorge era el cuarto hijo del Margrave Luis Guillermo I de Baden-Baden y de la Princesa Francisca Sibila de Sajonia-Lauenburg. El 8 de junio de 1702, Luis Jorge fue bautizado en la Iglesia San Martín de Ettlingen. Pasó su infancia y juventud bajo la completa tutela e influencia de su madre, quien lo formó como un reinante ilustrado.
Fue Príncipe Heredero de Baden-Baden desde su nacimiento, y a la muerte de su padre en 1707, fue nombrado Margrave de Baden-Baden bajo la tutela de su madre, ya que solamente contaba con 5 años de edad. A la edad de 16 años, fue enviado a la corte polaca, donde conoce a la princesa María Leszczynska, hija del Rey de Polonia, Estanislao I Leszczynski. Ambos fueron muy amigos durante toda la vida. Su hermana Augusta se casaría con el príncipe Luis de Orleans -un nieto del enemigo de su padre Luis XIV- para así fortalecer los vínculos con Francia.
Recién en 1727, al cumplir los 25 años goza con plenitud su título de Margrave y usa como residencia el Castillo de Ettlingen, en cuya capilla fue sepultada su madre Francisca Sibila, quien falleció al poco tiempo.

## Carrera militar
Luis Jorge tuvo una excelente carrera militar, precedida por la fama de su padre en ese terreno. Fue nombrado general durante las Guerras de Silesia, comandando el mismo regimiento que años antes lo había hecho su padre. En 1735 partió a Viena como participante de la firma de los tratados de paz preliminares. Fiel católico, en 1736 fundó un instituto dirigido por los creyentes de Rastatt. La escuela recibió el nombre de Patres scholarum piarum.
A su muerte, en 1761 y siendo que todos sus hijos varones habían muerto antes que él, lo sucedió su hermano Augusto Jorge, que tuvo que dejar los hábitos eclesiásticos y casarse antes de ocupar el lugar de Luis Jorge como Margrave.

## Matrimonios e hijos
El verano de 1720, Luis Jorge viajó a Praga para casarse al año siguiente con María Ana de Schwarzenberg, una hija del príncipe Adam Francisco de Schwarzenberg y de Leonor de Schwarzenberg. La pareja tuvo cuatro hijos, de los cuales solo la primógenita Isabel Augusta llegaría a la edad adulta:
- Isabel Augusta (1726-1789), casada con el Conde Miguel Wenzel de Althann. Sin descendencia.
- Carlos Luis Damián (1728-1734), Príncipe heredero de Baden-Baden. Murió en la infancia.
- Luis Jorge (1736-1737), Príncipe heredero de Baden-Baden a la muerte de su hermano mayor. Murió en la infancia.
- Juana (1737), murió al día de nacer.

Al morir su primera esposa, volvió a contraer matrimonio el 10 de julio de 1755 con María Ana Josefa de Baviera, hija de Carlos VII del Sacro Imperio Romano Germánico. Este matrimonio no tuvo hijos.
| Predecesor: Luis Guillermo I | Margrave de Baden-Baden 1707 – 1761 | Sucesor: Augusto Jorge I |